# Vasy Géza
Vasy Géza (Budapest, 1942. január 28. –) József Attila-díjas magyar irodalomtörténész, kritikus, egyetemi tanár. 2007–2010 között a Magyar Írószövetség elnöke.

## Életpályája
Szülei Vasy Géza (1906–1970) gépészmérnök és Tarczay Klára (1919–1989) középiskolai tanár voltak. 1960-ban érettségizett a budapesti József Attila Gimnáziumban. 1961–1963 között a Budapesti Műszaki és Gazdaságtudományi Egyetem Gépészmérnöki Karán tanult. 1964–1969 között az ELTE BTK magyar–könyvtár szakos hallgatója volt. 
1969–2007 között az ELTE BTK modern magyar irodalomtörténeti tanszék oktatója, egyetemi docense. Irodalmi tankönyveket és szöveggyűjteményeket is szerkesztett. 
1971–1974 között a Magyar Ifjúság irodalmi szerkesztője, 1972–1977 között az Írószövetség KISZ-titkára volt. 1973–1977 között a József Attila Kör vezetőségi tagja. 1981–1987 között az ELTE közművelődési intézményeinek vezetője. 1987–1992 között az Egyetemi Színpad igazgatója, 1987–1997 között az Írók Szakszervezetének elnökségi tagja. 1988–1989 között az Eötvös Kiadó irodalmi vezetője. 
2001 óta a Magyar Írószövetség elnökségi tagja, 2007–2010 között elnöke. 2008 óta a Bella István-díj kuratóriumának tagja.

## Magánélete
1967-ben házasságot kötött Kuna Margittal. Három gyermekük született: András (1969), Benedek (1971) és Júlia (1975).

## Művei
- Sánta Ferenc (kismonográfia, 1975)
- Tengerlátó (versantológia, szerk., 1977)
- Tűz, tűz, lobogó (antológia, 1977)
- Madárúton (versantológia, 1979)
- A realizmus az irodalomban (tanulmányok, 1979)
- Fiatal magyar költők (társszerző, szerkesztő, 1980)
- A medveölő fia (prózaantológia, 1981)
- Pályák és művek (tanulmányok, 1983)
- Herbszt Zoltán: Kőtollú madár (versek, szerkesztette, 1986)
- Csoóri Sándor: Brevárium (szerkesztette, 1988)
- Galgóczi Erzsébet-emlékkönyv (szerkesztette, 1993)
- Nagy László-tanulmányok (1993)
- A szelek útja. Jászkunság antológia (szerkesztette, 1994)
- Sors és irodalom (esszék, tanulmányok, 1995)
- Nagy László (1995)
- Irodalmi fogalmak kisszótára (Bárdos Lászlóval, Szabó B. Istvánnal, 1996)
- Korok, stílusok, irányzatok az európai irodalomban (tanulmány, 1997)
- Illyés Gyula évszázada (1998)
- Az 1945 utáni magyar irodalom alkotói I–II. (1998–2000)
- Nagy László (életrajz, 1999)
- A nemzet rebellise (írások Csoóri Sándorról, 2000)
- Tárgyiasság és látomás (2000)
- A Kilencek (2002)
- Kormos István (2002)
- Illyés Gyula (2002)
- Költői világok (2003)
- Századvégtől ezredvégig (2003)
- Szarvas-ének (2003)
- „Hol zsarnokság van”. Az ötvenes évek és a magyar irodalom (2005)
- Versekhez közelítve; Felsőmagyarország, Miskolc, 2006
- Későmodern prózaírók. Tanulmányok, esszék; Széphalom Könyvműhely, Bp., 2006
- Tíz kortárs költő; Felsőmagyarország–Szolnok, Miskolc–Szépírás, 2007
- Klasszikusok és kortársak. Válogatott tanulmányok; Krónika Nova, Bp., 2007
- "Haza a magasban". Illyés Gyuláról; Nap, Bp., 2010 (Magyar esszék)
- Töredék és egész. Tanulmányok, esszék; Felsőmagyarország, Miskolc, 2012 (Vízjel sorozat)
- Bajza utca. Megerősödve megmaradni; Orpheusz, Bp., 2013
- Sánta Ferenc; vál. Mózsi Ferenc és Vasy Géza; Cédrus Művészeti Alapítvány–Napkút–PIM, Bp., 2014 (Hang-kép-írás + CD)
- Nagy László; Nap, Bp., 2015
- Temesi Ferenc; MMA, Bp., 2015 (Közelképek írókról)
- Az irodalom: nélkülözhetetlen. Esszék, tanulmányok; Nap, Bp., 2016 (Magyar esszék)
- Világképek és válaszutak; Orpheusz, Bp., 2017
- Sánta Ferenc; átszerk., jav. kiad.; Nap, Bp., 2017 (Magyar esszék)
- Szellemi hazánk: az irodalom. Összegyűjtött írások, 2016-2020; Nap, Bp., 2021 (Magyar esszék)
- Fölrepültek rajban; Magyar Napló - Írott Szó Alapítvány, Bp., 2021

## Díjai, kitüntetései
- Móricz Zsigmond-ösztöndíj (1977)
- SZOT-díj (1985)
- A Magyar Honvédség és a Magyar Írószövetség nívódíja (1993, 1995)
- József Attila-díj (1995)
- Arany János-díj (2002)
- Magyar felsőoktatásért emlékplakett (2002)[4]
- Széchenyi professzor ösztöndíj (2003-2006)[5]
- Bertha Bulcsu-emlékdíj (2007)
- Czine Mihály-díj (2007)
- A Magyar Érdemrend tisztikeresztje (2012)[6]